# Липовий Ріг
Липовий Ріг — село в Україні, входить до Ржищівської громади Обухівського району Київської області. Населення становить 303 осіб.
До 1954 року у селі діяла Липово-Різька сільрада, що входила до Ржищівського району, і єдиним поселенням якої було село Липовий Ріг. У 1954 року сільраду було ліквідовано, а село було віднесено до Піївської сільради Ржищівського району.

## Назва
Можливе походження назви села Липовий Ріг (як і села Медведівка) повʼязане з тим, що в цих місцях здавна займалися бджільництвом, медоносами.

## Історія
Метричні книги, клірові відомості, сповідні розписи церкви Преображення Господнього с. Липовий Ріг Ржищівської волості Київського пов. Київської губ. зберігаються в ЦДІАК України.

### З опису 1864 року
Липовий Ріг — село в 4-х верстах від Гуляник на межі Канівського повіту при вершині струмка Чучинки. Землі зарахованої до села 936 десятин. У 1741 році було 35 хат і 150 осіб здатних до сповіді (вище 7 років); в 1792 році 40 хат, а жителів обох статей 354. Станом на 1864 рік жителів обох статей в 62 дворах було 488. До 19-го століття село зараховувалося до Ржищівського маєтку. Станом на 1864 рік належало поміщику Йосипу Францовичу Перро, що жив у селі Півці Канівського повіту.
Церква Преображенська, дерев'яна, 7-го класу; землі має вказану пропорцію; побудована 1821 року. Попередня нинішньої церкви з дубових кругляків, кілька обтесаних, була побудована в 1732 році, і за прикладом інших тодішніх церков, була покрита соломою. Під час першої візити священиком при ній був Василь, освячений в 1721 році в Переяславі.

### Станом на 1900 рік
У 1887 році маєток колишнього поміщика Владислава Монтрезора було розпродано частинами селянам. 
Станом на 1900 рік власницьке село Липоворіг входило до Ржищівської волості Київського повіту Київської губернії. У ньому налічувалося 154 дворів, 865 людей (413 чоловіків і 452 жінок), 999⅓ десятин землі (приблизно 39 — у церков, 919¾ — у селян, 40.5 — у інших станів).
У селі налічувалися православна церква, школа грамоти, кузня і 4 вітряки.

### Після 1923 року
Станом на 1923 рік у селі діяла Липово-Ріжська сільрада і налічувалося 222 господарств, у яких проживало 1039 людей (543 чоловіків і 496 жінок).
У 1923 році село і сільрада були включені до новоутвореного Ржищівського району Київської округи.
27 березня 1925 року село було перечислено до складу Македонського району Київської округи, але вже 3 червня 1925 року Македонський (Ходорський) район було розформовано, і сільраду було повернуто до складу Ржищівського району.
У 1926 році у селі налічувалося 224 господарств і 996 людей (474 чоловіків і 522 жінок).
У 1929 році у селі був створений колгосп «Новий шлях».
10 серпня 1954 року був виданий Указ Президії Верховної Ради УРСР «Про укрупнення сільських рад депутатів трудящих в Київській області», відповідно до якого Липово-Різьку сільраду було приєднано до Піївської сільради Ржищівського району з центром у селі Пії.
30 грудня 1962 року Ржищівський район було ліквідовано, а село і Піївська сільрада увійшли до складу Кагарлицького району Київської області.
4 січня 1965 року село і сільрада увійшли до складу відновленого Миронівського району Київської області.

### Після 2017 року
У 2017–2018 роках село і сільрада увійшли до складу новоутвореної Ржищівської об'єднана територіальна громада із центром у місті Ржищеві.
12 червня 2020 року було перезатверджено входження села Липовий Ріг і колишньої Піївської сільради до складу Ржищівської громади.

## Населення

### Мова
Розподіл населення за рідною мовою за даними перепису 2001 року:
| Мова       | Кількість | Відсоток |
| ---------- | --------- | -------- |
| українська | 298       | 98.35%   |
| російська  | 5         | 1.65%    |
| Усього     | 303       | 100%     |

## Географія
У селі бере початок річка Чучинка.
На південному заході від села бере початок річка Шевелуха, притока Росави.